# Ozarba onytes
Ozarba onytes är en fjärilsart som beskrevs av William Schaus 1914. Ozarba onytes ingår i släktet Ozarba och familjen nattflyn. Inga underarter finns listade i Catalogue of Life.